# 頸城村
頸城村（くびきむら）は、新潟県西部にあった村。上越市への通勤率は44.6%（平成12年国勢調査）。2005年1月1日に上越市など12の市町村と合併し、地域自治区の頸城区となった。

## 地理
高田平野の東北部に位置していた。西部は平野であり、東部は丘陵地であった。

## 歴史
- 1957年4月1日 - 中頸城郡大瀁（おおぶけ）村と明治村の合併により頸城村が発足。
- 1968年5月1日 - 直江津市との境界の一部を変更。
- 2005年1月1日 - 上越市への編入合併により廃止。

## 廃止時の主な学校
- 頸城村立大瀁小学校
- 頸城村立南川小学校
- 頸城村立明治小学校
- 頸城村立頸城中学校

## 交通

### 鉄道路線
- 東日本旅客鉄道信越本線
  - 黒井駅
- 北越急行ほくほく線
  - 大池いこいの森駅 - くびき駅

### 道路
- 国道8号
- 北陸自動車道
- 新潟県道浦川原・犀潟(停)線

## 観光地
- 大池いこいの森
- 茶臼山城跡
- 雁金城跡
- 坂口記念館